# Rudoltice v Čechách (nádraží)
Rudoltice v Čechách jsou železniční stanice v katastrálním území Rudoltice u Lanškrouna v okrese Ústí nad Orlicí v Pardubickém kraji. Leží v km 14,436 elektrizované dvoukolejné trati Česká Třebová – Přerov a jde o koncovou stanici jednokolejné regionální trati Rudoltice v Čechách – Lanškroun.

## Historie
Úsek Přerov–Olomouc vybudovala Severní dráha císaře Ferdinanda (SDCF) jako odbočku své hlavní tratě Vídeň–Krakov. Provoz byl zahájen 17. října 1841. V době stagnace SDCF a v důsledku hospodářské krize a z rozhodnutí císaře Ferdinanda I. z 19. prosince 1841 převzal iniciativu ve výstavbě nejdůležitějších železnic stát. V letech 1845–1849 provozovala dráhu Olomouc–Praha pro stát SDCF, smlouva ale byla nevýhodná, proto byla dráha od roku 1849 provozována přímo státem. Vzhledem k neuspokojivé hospodářské situaci státu po roce 1848 byla Severní státní dráha roku 1854 privatizována, dráhu převzala soukromá Rakouská společnost státní dráhy (StEG).
V Rudolticích byla zřízena jednokolejná stanice V. třídy pod názvem Rudelsdorf. Název byl změněn v letech 1876–1885 na Landskron-Rudelsdorf a do roku 1918 opět Rudelsdorf, v meziválečném období stanice nesla název Rudoltice a po druhé světové válce od roku 1945 Rudoltice v Čechách. V roce 1844 byl ve stanici postaven přízemní strážní domek č. 66 se sedlovou střechou, zvětšený o čekárnu a kancelář. V roce 1873 společnost StEG nechala zvětšit čekárnu přístavbou. V roce 1876 byla budova opět prodloužena o čekárnu 1. a 2. třídy.

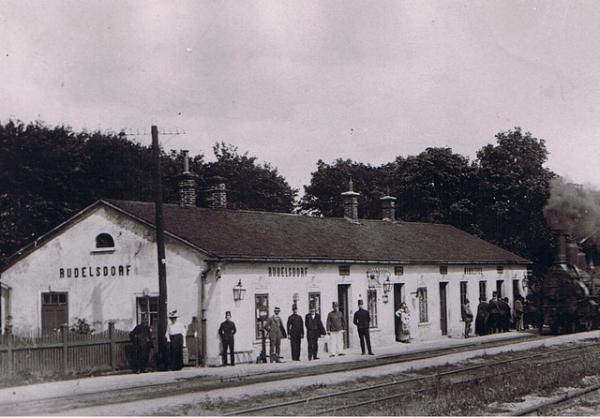
Rudoltice v Čechách v roce 1910

V roce 1882 byla v zastávce položena nákladní kolej pro nakládku dřeva. V roce 1885 byla zahájena doprava na nově postavené trati do Lanškrouna. Vedle výpravny byla postavena obytná budova se dvěma byty. Ve stanici byla jedna průběžná kolej, dvě kusé koleje 250 m dlouhé a skladištní kolej 100 m dlouhá. Ve směru k Třebovici byla postavena budova dřevěného skladu. V roce 1895 byla výpravna prodloužena přístavbou pro čekárnu 3. třídy. Podle plánku měla výpravna obdélný půdorys (29,65 × 8,57 m) a její dispozice byla následující: čekárna 3. třídy, chodba a čekárna 2. třídy, vestibul, kancelář s výdejnou jízdenek, nocležna, kancelář a lampárna.
V roce 1930 byl zahájen dvoukolejný provoz v úseku úsek Rudoltice–Hoštejn, v roce 1933 byla přidána druhá kolej i v úseku Třebovice v Čechách – Rudoltice. V roce 1930 byla vedle stávající výpravny postavena nová výpravní budova podle projektu inženýra Miloše Fikra. Nová funkcionalistická výpravna byla postavena jalo třípodlažní budova se třemi gradujícími výškovými úrovněmi hmot. Dvoupodlažní část má střechu stanovou, jednopatrová část má střechu polovalbovou a přízemní část má plochou střechu. Přízemí ukončené patrovou římsou přechází v atiku ukončenou stylizovanými koly. V přízemí výpravny byla dopravní kancelář, kancelář přednosty stanice, pokladna a vestibul. V patrech byly byty pro zaměstnance dráhy.